# مونتگمولی
مونتگمولی (به ایتالیایی: Montegemoli) یک منطقهٔ مسکونی در ایتالیا است که در پومارانچه واقع شده‌است. مونتگمولی ۳۹ نفر جمعیت دارد و ۲۱۲ متر بالاتر از سطح دریا واقع شده‌است.